# Affaire Dmitri Iakovlev
L'affaire Dmitri Iakovlev concerne l'adoption et le décès de Dmitri Alekseïévitch Iakovlev (rebaptisé Chase Harrison après son adoption).
Né le 1er novembre 2006 dans l'oblast de Pskov, Dmitri Iakovlev, handicapé mental, est placé en orphelinat. Il est adopté par un couple américain le 21 février 2008. Le 8 juillet 2008 il meurt d'hyperthermie après que son père l'a oublié dans sa voiture.
Cette affaire est, avec l'affaire Nathaniel Craver, à l'origine de la loi Dima Iakovlev, qui interdit aux citoyens américains d'adopter des enfants russes.

## Adoption
Dima Iakovlev, né le 1er novembre 2006, est placé dans un orphelinat pour enfants atteints de lésions du système nerveux central et de troubles mentaux, dans la région de Petchory, oblast de Pskov. Sa mère, qui a elle-même grandit dans un orphelinat, donne son accord écrit pour une éventuelle adoption. Plusieurs tentatives sont faites alors pour placer l'enfant dans une famille russe.
Le 21 février 2008, la cour de l'oblast de Pskov autorise l'adoption de Dima par les époux Miles Harrison et Carol-Lynne Eksmann Harrison, qui ont effectué trois voyages en Russie pour adopter un enfant. Miles Harrison est directeur général du cabinet de conseil « Project Solutions Group » à Herndon, dans l'État de Virginie.

## Décès
Le 8 juillet 2008, âgé de 21 mois, Dima meurt d'hyperthermie, enfermé dans la GMC Yukon de son père, Miles Harrison. Celui-ci y oublie son enfant pendant 9 heures, sous une température de 32 °C.
Miles Harrison installe Dima à l'arrière de la Chevrolet, à leur domicile de Purcellville en Virginie. Il parcourt ensuite les 40 km qui le séparent de Herndon, se gare dans un parking près de son lieu de travail, certain d'avoir déposé Dima à la crèche KinderCare de la ville d'Hashburn, sur la route.
Selon les experts, sous une température extérieure de 32 °C, la température à l'intérieur d'un véhicule fermé peut atteindre les 54 °C. Durant l'enquête, Miles Harrison explique son oubli par le fait qu'il était en retard à son travail.

## Procès aux États-Unis
Poursuivi en justice, Miles Harrison, le père adoptif de Dima, encourt jusqu'à 10 ans de prison pour homicide involontaire (en anglais : manslaughter). Le 17 décembre, le tribunal américain l'acquitte. Les médias rapportent alors des cas similaires, de parents oubliant leurs enfants à l'arrière de leur véhicule, et ceux-ci sont régulièrement innocentés. Certains tribunaux ne jugent même pas les affaires.

## Réactions en Russie
Face à la réaction en Russie suscitée par cette affaire, Miles Harrison déclare dans une interview au Washington Post en février 2009 :

« Je prie pour que le peuple russe m'accorde son pardon. Il y a des gens bien dans ce pays [les États-Unis] qui méritent d'avoir des enfants, et il y a des enfants, en Russie, qui ont besoin de parents. S'il vous plait, ne nous punissez pas tous par ma faute. »

À la fin de l'année 2012, des médias de masse russes avancent que les grands-parents de Dima auraient essayé d'obtenir la garde de l'enfant durant la procédure d'adoption, laquelle leur fut alors refusée.
Le 25 décembre 2012, la Commission d'enquête de la fédération de Russie entame alors une procédure pour mettre au jour une possible obstruction à l'obtention de la garde de Dima Iakovlev par ses grands-parents, sur la base des révélations parues dans les médias.
Selon les déclarations du commissaire aux droits de l'enfant, Pavel Astakhov, il apparaît des irrégularités dans la procédure d'adoption. Les experts en graphologie affirment que la signature de la grand-mère de Dima Iakovlev, sur le document de rejet de l'adoption, est contrefaite.
À la fin de l'année 2012, la Douma d'État russe présente le projet de loi no 186641-6 (souvent présenté comme une réponse à la loi Magnitski) dont l'un des amendements interdit aux citoyens américains d'adopter des enfants russes. Le projet de loi est adopté à la majorité, en troisième lecture, par la Douma russe.